# Классификация непочтовых марок

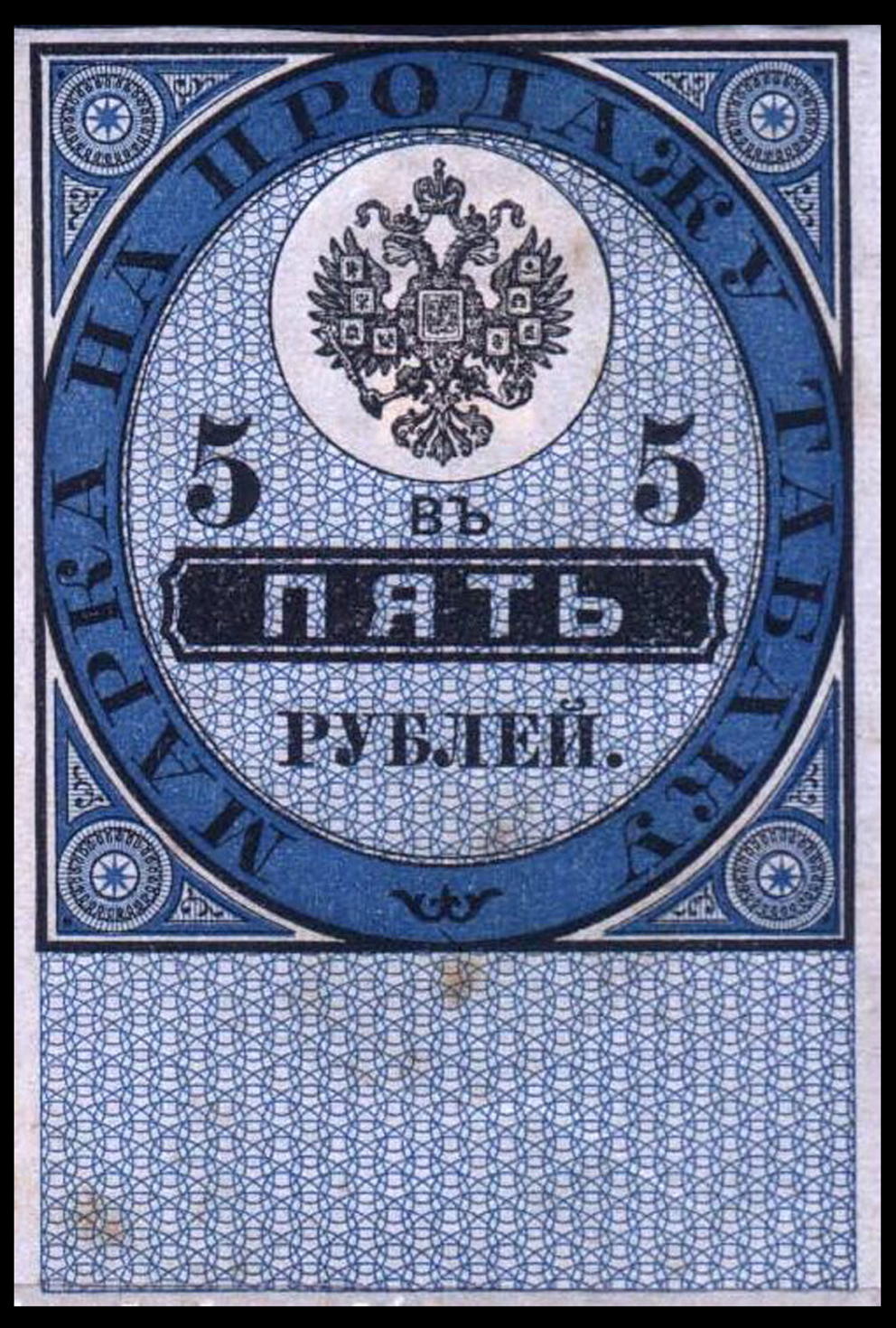
Российская империя: акцизная марка на продажу табака

Классификация непочтовых марок — упорядочение и группировка различных непочтовых знаков по их функциональному предназначению и другим особенностям. Классификация систематизирует этот вид коллекционных знаков и служит лучшей проработанности описания, каталогизации и оценке всего массива непочтовых марок. Известны классификации непочтовых знаков, предложенные российскими собирателями Ю. Турчинским и Ю. Кочетковым. Непочтовые знаки, могущие представлять филателистический интерес, регламентированы Международной федерацией филателии (ФИП).

## Классификация Турчинского
Классификационная система крупнейшего российского коллекционера и каталогизатора непочтовых марок Юрия Турчинского (ум. 2004) была опубликована в 1992 году в журнале «Филателия». По этой классификации, в зависимости от назначения непочтовые знаки могут быть разделены на 12 групп, каждая из которых, в свою очередь, подразделяются на подгруппы.
1. Знаки обязательных сборов, или фискальные марки. Являются квитанциями, удостоверяющими получение денежных средств от населения и юридических лиц в государственную или местную казну. К ним относятся следующие виды марок:
  1. Гербовые.
  2. Налоговые (пошлинные, податные).
  3. Канцелярских сборов.
  4. Сборов с печатной продукции (газет, афиш, календарей, игральных карт).
  5. Акцизные и патентные.
  6. Регистрации внебюджетных сделок.
  7. Аукционные.
  8. Сборов с купчих крепостей.
  9. Паспортные и прописочные.
  10. Полицейские.
  11. Адресных столов.
  12. Венчальные.
  13. Судебные.
  14. Консульские.
  15. Таможенные.
  16. Строительных сборов.
  17. Сборов за приобретение и пользование радио- и телевизионными приемниками.
  18. Больничные, санитарные и в пользу Красного Креста.
  19. Рецептурные.
  20. Сбора со зрелищ.
  21. Трудовые и ремесленных управ.
  22. Землеустроительных сборов.
  23. Курортных сборов.
  24. Сборов на народное просвещение.
  25. Сборов с филателистических посылок.
  26. Туристских сборов.
  27. Прочих сборов и штрафов.
2. Знаки добровольных сборов. Целевые добровольные сборы проводятся с помощью продажи марок или сбором денег в опечатанные ёмкости. При кружечном сборе сборщик вручает жертвователю виньетку, как памятку о добром поступке. К этой группе относятся:
  1. Марки и виньетки целевых сборов.
  2. Членские марки добровольных обществ, союзов и партий.
  3. Кооперативные марки.
  4. Профсоюзные марки.
  5. Клубные марки.
3. Рекламные виньетки[6]:
  1. Выставочные.
  2. Рекламы товаров и услуг.
  3. Туристские.
4. Памятные марки и виньетки:
  1. Событийные и юбилейные виньетки.
  2. Виньетки мест лечения, проживания и отдыха.
  3. Видовые.
  4. Поздравительные.
  5. Марки и виньетки неофициальных и самодеятельных почт разового характера.
  6. Сувенирные листки.
5. Агитационные марки и виньетки по целевой направленности подразделяются на:
  1. Политической и экономической пропаганды[7].
  2. Пропаганды культуры, медицины, санитарии и гигиены.
  3. Экологической пропаганды и охраны природы.
  4. Религиозные.
  5. Служб безопасности.
  6. Диверсионные.
6. Служебные марки и наклейки регистрационного, учётного и информационного назначения:
  1. Сберегательные, контрольные и накопительные марки.
  2. Страховые марки.
  3. Железнодорожные марки.
  4. Марки духовного ведомства.
  5. Почтовые наклейки (например, авиапочтовая наклейка).
  6. Медицинские наклейки.
  7. Наклейки военного ведомства.
  8. Премиальные марки.
  9. Театральные марки.
  10. Облатки.
  11. Телеграфные марки и наклейки.
  12. Телефонные марки.
7. Расчётные знаки (суррогаты денежного обращения):
  1. Знаки общегосударственных выпусков.
  2. Знаки местных выпусков.
  3. Фирменные расчётные знаки.
8. Учебные марки и виньетки:
  1. Наглядные пособия.
  2. Марки «Детской почты».
9. Знаки нормированной выдачи продовольствия, товаров и услуг:
  1. Знаки государственных и муниципальных организаций.
  2. Знаки общественных организаций.
10. Книжные знаки:
  1. Экслибрисы.
  2. Наклейки книжных магазинов и библиотек.
11. Товарные и фирменные знаки, наклейки и этикетки.
12. Марки, изданные в ущерб филателистам:
  1. Фантастические почтовые марки и надпечатки.
  2. Фальсификаты почтовых марок и надпечаток.
  3. Фантастические виньетки.

При классификации знаков по их назначению дополнительными признаками будут место издания и издатель. Реже знаки группируются по территориальному признаку, дополнительными в этом случае являются издатель и назначение знака. Это относится в большинстве случаев к зарубежным непочтовым маркам. Некоторые непочтовые марки по своему назначению могут быть многоцелевыми. Например, почтовая марка Крымского краевого правительства выпуска 1919 года могла использоваться как гербовая и как суррогат разменного денежного знака.
Согласно классификации непочтовых марок в «Каталоге-справочнике непочтовых марок» (2001), в разработке которого также принимал участие Ю. П. Турчинский, выделяют ещё одну группу непочтовых марок — кредитные марки, к которым относят следующие виды знаков:
1. Сберегательные марки (включая накопительные).
2. Страховые, эмеритальных касс.
3. Предварительной оплаты товаров и услуг.
4. Членские марки, приобретение которых даёт право на получение материальных благ и преимуществ.

## Регламентация ФИП
Согласно регламенту ФИП, из непочтовых марок выделяется класс коллекционных знаков «Ревеню» (англ. «Revenue»), допускаемый к экспонированию на филателистических выставках. Эту группу образуют фискальные (налоговые, пошлинные) и кредитные марки:

Статья 2Конкурсные экспонаты
2.1 Конкурсные экспонаты
Экспонаты данного класса содержат тиснёные, отпечатанные (на документах) или наклеиваемые налоговые, пошлинные и кредитные марки, изданные непосредственно государственными, муниципальными или посредническими органами (администрацией).
2.2 Налоговые марки
Марки, изданные для оплаты или для констатации оплаты или освобождения от налога, сборов или других фискальных обложений, называются «налоговыми марками».
2.3 Пошлинные марки
Марки, предназначением которых является фиксация уплаты пошлин различного назначения или освобождения от них, называются «пошлинными марками».
2.4 Кредитные марки
Марки, изданные для регистрации денежных кредитных операций, называются «кредитными марками».
Оригинальный текст (англ.)
2.1 Competitive Exhibits
A revenue exhibit comprises embossed, imprinted or adhesive tax, fee or credit stamps issued by or under the origination authority of a state or municipal or intermediate governmental authority. Such exhibits will display one or more such type of stamp, and where appropriate will explain, and in any event will make suitable reference to, the reasons for and where necessary the regulations relating to the services, transactions of other matter being considered.
2.2 Tax Stamps
Stamps issued for the payment of, or for noting matters relating to, the payment of or exemption from a tax, levy or other fiscal imposition or duty are «tax stamps».
2.3 Fee Stamps
Stamps the purpose of which is to record payment of or exemption from a fee for which some service is to be or has been rendered are «fee stamps».
2.4 Credit Stamps
Stamps issued to denote some monetary or fiscal credit in favour of the purchaser his principal or assignee are «credit stamps».

## Классификация Кочеткова
Наконец, российский коллекционер и исследователь непочтовых марок Юрий Кочетков приводит следующую сводную и более детализированную классификацию:
- I. Класс ревеню.

1. Знаки обязательных сборов.
  1. Гербового сбора.
    1. Гербовые марки.
    2. Гербовая и актовая бумага.

  2. Знаки пошлинных сборов.
  3. Знаки податных сборов.
  4. Налоговые знаки.
    1. Знаки налогов на векселя.
    2. Знаки налогов на внебиржевые сделки.
    3. Знаки налогов на билеты зрелищных и увеселительных предприятий.
    4. Знаки налогов на транспортные средства и транспортные перевозки.
    5. Знаки налогов на технические средства радио и телевидения.
    6. Знаки налогов на почтовые отправления.
    7. Знаки налогов на печатную продукцию.
    8. Знаки прочих налогов.

  5. Знаки трудовой и гужевой повинности.
  6. Знаки акцизных, таможенных, патентных и аукционных сборов.
  7. Знаки судебных сборов.
  8. Знаки канцелярских сборов.
  9. Знаки регистрационных и паспортных сборов.
    1. Прописочного и регистрационного сборов.
    2. Адресного сбора.
    3. Паспортного сбора.
    4. Полицейских сборов.
    5. Курортных сборов.

  10. Знаки консульских и туристских сборов.
  11. Знаки сборов торгово-промышленных и ремесленных палат.
  12. Знаки прочих сборов и штрафов.
    1. Знаки рецептурных и медицинских сборов.
    2. Знаки землеустроительных и строительных сборов.
    3. Знаки коммунальных сборов.
    4. Знаки сборов с животных.
    5. Знаки штрафов за нарушение законов, правил и постановлений ад-министрации.
    6. Знаки дорожных и мостовых сборов.
    7. Знаки сборов за выполнение повинностей и принудительных услуг.
    8. Контрольные наклейки денежных знаков.
2. Кредитные знаки.
  1. Сберегательные знаки.
    1. Знаки накопления сбережений.
    2. Контрольные знаки.

  2. Страховые знаки.
    1. Знаки уплаты страховых взносов.
    2. Штрафные знаки.
    3. Премиальные знаки.

  3. Знаки предварительной оплаты товаров и услуг.
    1. Накопительные знаки.
    2. Платежные знаки.
    3. Знаки оплаты транспортных услуг.
    4. Телеграфные марки.
    5. Телефонные марки и карточки.
    6. Знаки оплаты услуг учреждений культуры.

  4. Членские марки.
    1. Профсоюзные марки.
    2. Марки добровольных, культурных и спортивных обществ и союзов.
    3. Марки кооперативов и товариществ.

- II. Знаки добровольных сборов.

1. Знаки целевых сборов.
  1. Благотворительные знаки.

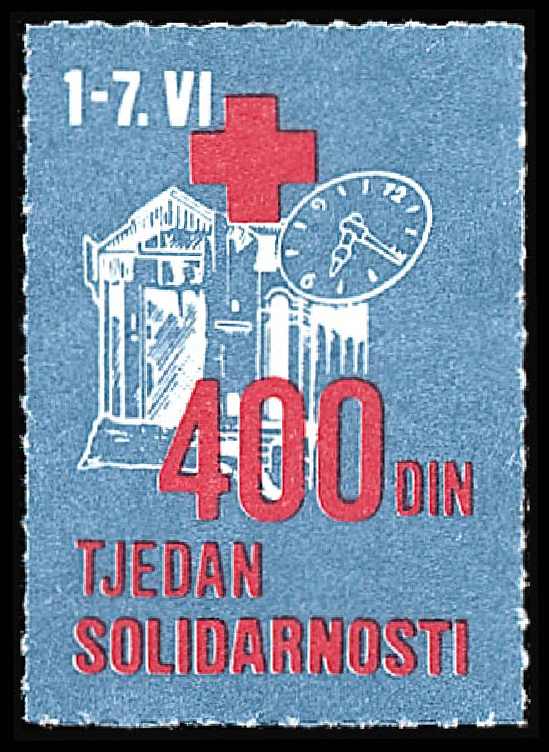
Благотворительная марка «Неделя солидарности» Красного Креста Югославии (1989; указан номинал)

    1. Знаки сборов социальной помощи.
      1. Знаки сборов социальной помощи сиротам и неимущим.
      2. Знаки сборов социальной помощи инвалидам, слепым, глухим и т. д.
      3. Знаки сборов социальной помощи безработным.
      4. Знаки сборов социальной помощи пострадавшим от стихийных бедствий (пострадавшим от землетрясений, пожаров, голодающим т.д.).

    2. Знаки добровольных сборов на охрану здоровья граждан и заботу о подрастающем поколении.
      1. Знаки сборов на помощь государственным и общественным организациям и учреждениям здравоохранения.
      2. Знаки сборов на охрану материнства.
      3. Знаки сборов на помощь детям.
      4. Знаки сборов на борьбу с опасными заболеваниями (туберкулёз, алкоголизм и т. д.).
      5. Знаки сборов в пользу службы спасения на водах.

    3. Знаки сборов на культуру.
      1. Знаки сборов на народное просвещение.
      2. Знаки сборов на развитие науки, искусств.
      3. Знаки сборов на развитие культурных учреждений.
      4. Знаки сборов на помощь студенчеству.
      5. Знаки сборов на возведение и охрану памятников истории и культуры.
      6. Знаки сборов на охрану природы.

  2. Милитария.
    1. Знаки сборов на усиление обороноспособности страны в мирное время (помощь вооруженным силам, их развитие, военная подготовка).
    2. Знаки сборов на помощь воинам, сражающимся с врагом (сборы на медицинское оборудование, санитарное обслуживание, подарки, обмундирование, просвещение).
    3. Знаки сборов на помощь жертвам войны (раненым, инвалидам, сиротам, семьям воинов, беженцам, военнопленным, депортированным, интернированным).

  3. Знаки сборов на международную помощь и сотрудничество.
  4. Знаки сборов на помощь и содействие государственным и общественным органам управления.
  5. Знаки сборов на помощь религиозным организациям.
  6. Знаки сборов на помощь политическим партиям и организациям.
  7. Знаки сборов на помощь малым народам, национальным меньшинствам и их организациям.
2. Членские марки политических партий и союзов.
3. Членские марки благотворительных организаций.

- III. Прочие знаки.

1. Рекламные виньетки[6].
  1. Выставочные виньетки.
  2. Виньетки рекламы товаров и услуг.
  3. Виньетки — образцы печатной продукции.
2. Памятные (сувенирные) марки и виньетки.
  1. Юбилейные и событийные виньетки.
  2. Виньетки мест лечения и отдыха.
  3. Туристские виньетки.
  4. Поздравительные виньетки.
  5. Марки и виньетки самодеятельных почт разового характера.
  6. Сувенирные листки филателистических выставок.
3. Агитационные и пропагандистские виньетки.
  1. Виньетки политической и экономической пропаганды.
  2. Виньетки пропаганды культуры, охраны здоровья и гигиены.
  3. Виньетки экологической и природоохранной пропаганды.
  4. Виньетки военной пропаганды.
  5. Виньетки служб безопасности.
  6. Диверсионные виньетки.
4. Марки и виньетки религиозных организаций.
5. Служебные марки и наклейки регистрационного, учетного и информационного назначения.
  1. Почтовые наклейки.
  2. Телеграфные наклейки.
  3. Медицинские наклейки.
  4. Наклейки военного ведомства.
  5. Торговые премиальные марки.
  6. Облатки.
6. Расчётные знаки (малоформатные суррогаты денежного обращения).
7. Учебные марки и виньетки.
  1. Имитации почтовых и фискальных марок.
  2. Виньетки — наглядные пособия.
  3. Знаки «детской почты».
8. Знаки нормированной выдачи продовольствия, промышленных товаров и услуг.
9. Книжные знаки.
  1. Экслибрисы.
  2. Наклейки книжных магазинов и библиотек.
10. Товарные и фирменные знаки, наклейки и этикетки (промышленная графика).
11. Знаки, изданные в ушерб коллекционерам.
  1. Фантастические почтовые марки и надпечатки на них.
  2. Фантастические знаки ревеню, виньетки, наклейки, этикетки и т. д.
  3. Фальсификаты почтовых и непочтовых марок.